# 3115 Baily
3115 Baily је астероид главног астероидног појаса. Приближан пречник астероида је 18,04 ,
а средња удаљеност астероида од Сунца износи 2,578 астрономских јединица (АЈ).
Инклинација (нагиб) орбите у односу на раван еклиптике је 10,167 степени, а орбитални период износи 1512,663 дана (4,141 године). Ексцентрицитет орбите астероида износи 0,142.
Апсолутна магнитуда астероида износи 11,30 а геометријски албедо 0,163.
Астероид је откривен 3. августа 1981. године.